# Melittia javana
Melittia javana is een vlinder uit de familie wespvlinders (Sesiidae), onderfamilie Sesiinae.
Melittia javana is voor het eerst wetenschappelijk beschreven door Le Cerf in 1916. De soort komt voor in het Oriëntaals gebied.